# Brunehamel
Brunehamel és un municipi francès situat al departament de l'Aisne i a la regió dels Alts de França. L'any 2007 tenia 539 habitants.

## Demografia

### Població
El 2007 la població de fet de Brunehamel era de 539 persones. Hi havia 224 famílies de les quals 56 eren unipersonals (16 homes vivint sols i 40 dones vivint soles), 80 parelles sense fills, 68 parelles amb fills i 20 famílies monoparentals amb fills.
La població ha evolucionat segons el següent gràfic:
Habitants censats

### Habitatges
El 2007 hi havia 247 habitatges, 226 eren l'habitatge principal de la família, 14 eren segones residències i 7 estaven desocupats. 222 eren cases i 23 eren apartaments. Dels 226 habitatges principals, 156 estaven ocupats pels seus propietaris, 67 estaven llogats i ocupats pels llogaters i 3 estaven cedits a títol gratuït; 17 tenien dues cambres, 30 en tenien tres, 46 en tenien quatre i 133 en tenien cinc o més. 174 habitatges disposaven pel capbaix d'una plaça de pàrquing. A 119 habitatges hi havia un automòbil i a 65 n'hi havia dos o més.

### Piràmide de població
La piràmide de població per edats i sexe el 2009 era:
| Homes | Edats   | Dones |
| ----- | ------- | ----- |
| 0     | 95 o +  | 0     |
| 0     | 90 a 94 | 0     |
| 0     | 85 a 89 | 4     |
| 0     | 80 a 84 | 4     |
| 20    | 75 a 79 | 20    |
| 8     | 70 a 74 | 16    |
| 8     | 65 a 69 | 12    |
| 16    | 60 a 64 | 28    |
| 8     | 55 a 59 | 8     |
| 28    | 50 a 54 | 12    |
| 20    | 45 a 49 | 16    |
| 12    | 40 a 44 | 28    |
| 12    | 35 a 39 | 16    |
| 8     | 30 a 34 | 12    |
| 20    | 25 a 29 | 16    |
| 8     | 20 a 24 | 32    |
| 20    | 15 a 19 | 32    |
| 16    | 10 a 14 | 16    |
| 20    | 5 a 9   | 20    |
| 4     | 0 a 4   | 4     |

## Economia
El 2007 la població en edat de treballar era de 330 persones, 213 eren actives i 117 eren inactives. De les 213 persones actives 179 estaven ocupades (102 homes i 77 dones) i 34 estaven aturades (14 homes i 20 dones). De les 117 persones inactives 37 estaven jubilades, 30 estaven estudiant i 50 estaven classificades com a «altres inactius».

### Ingressos
El 2009 a Brunehamel hi havia 220 unitats fiscals que integraven 519 persones, la mediana anual d'ingressos fiscals per persona era de 13.418 €.

### Activitats econòmiques
Dels 39 establiments que hi havia el 2007, 1 era d'una empresa alimentària, 3 d'empreses de fabricació d'altres productes industrials, 8 d'empreses de construcció, 9 d'empreses de comerç i reparació d'automòbils, 4 d'empreses de transport, 2 d'empreses d'hostatgeria i restauració, 5 d'empreses de serveis, 5 d'entitats de l'administració pública i 2 d'empreses classificades com a «altres activitats de serveis».
Dels 13 establiments de servei als particulars que hi havia el 2009, 1 era una oficina de correu, 3 tallers de reparació d'automòbils i de material agrícola, 4 paletes, 1 fusteria, 1 lampisteria, 2 perruqueries i 1 veterinari.
Dels 6 establiments comercials que hi havia el 2009, 1 era una botiga de més de 120 m², 1 una botiga de menys de 120 m², 1 una fleca, 2 drogueries i 1 una joieria.
L'any 2000 a Brunehamel hi havia 18 explotacions agrícoles que ocupaven un total de 504 hectàrees.

## Equipaments sanitaris i escolars
L'únic equipament sanitari que hi havia el 2009 era una farmàcia.
El 2009 hi havia una escola elemental.

## Poblacions més properes
El següent diagrama mostra les poblacions més properes.